# Maltbie Davenport Babcock
Maltbie Davenport Babcock (3 de agosto de 1858 – 18 de maio de 1901) foi um religioso e escritor americano do século XIX.
De 1887 a 1900, Babcock foi ministro de prestígio na Igreja Presbiteriana, em Baltimore, Maryland.